# Bolazin capronat
Bolazine capronate (INN) (biệt dược Roxilon Inject), còn gọi bolazine caproate hay bolazine hexanoate, di(drostanolone capronate) azine hay 2α-methyl-5α-androstan-17β-ol-3-one 17β-hexanoate azine, là một androgen/anabolic steroid đường tiêm tổng hợp (AAS) và dẫn xuất hoá học của dihydrotestosterone (DHT). Nó là một androgen ester – cụ thể, C17β hexanoate ester của bolazine.